# Olga Segler

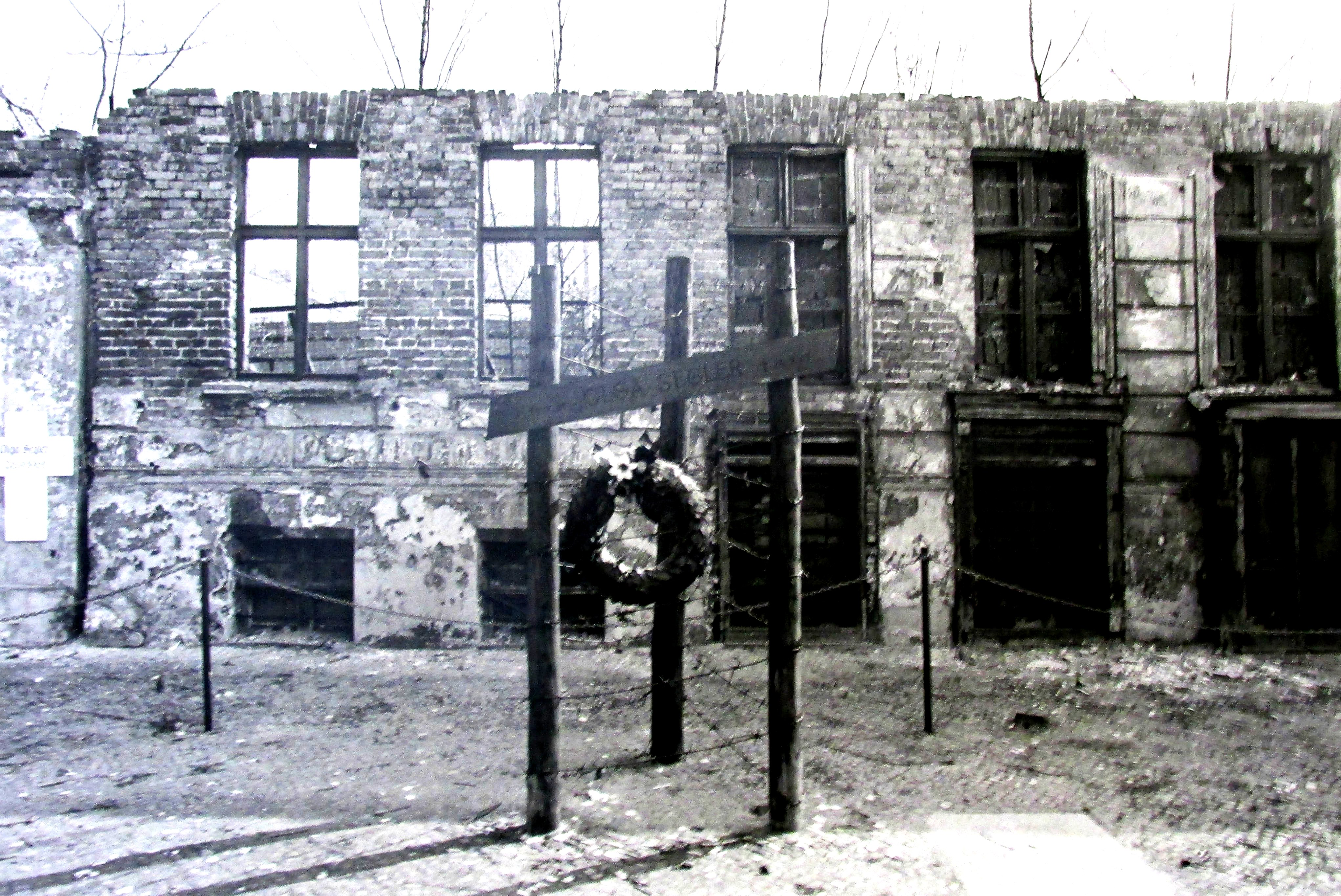
Fasada domu przy Bernauer Strasse 32, w którym mieszkała Olga Segler; połowa lat 1970.

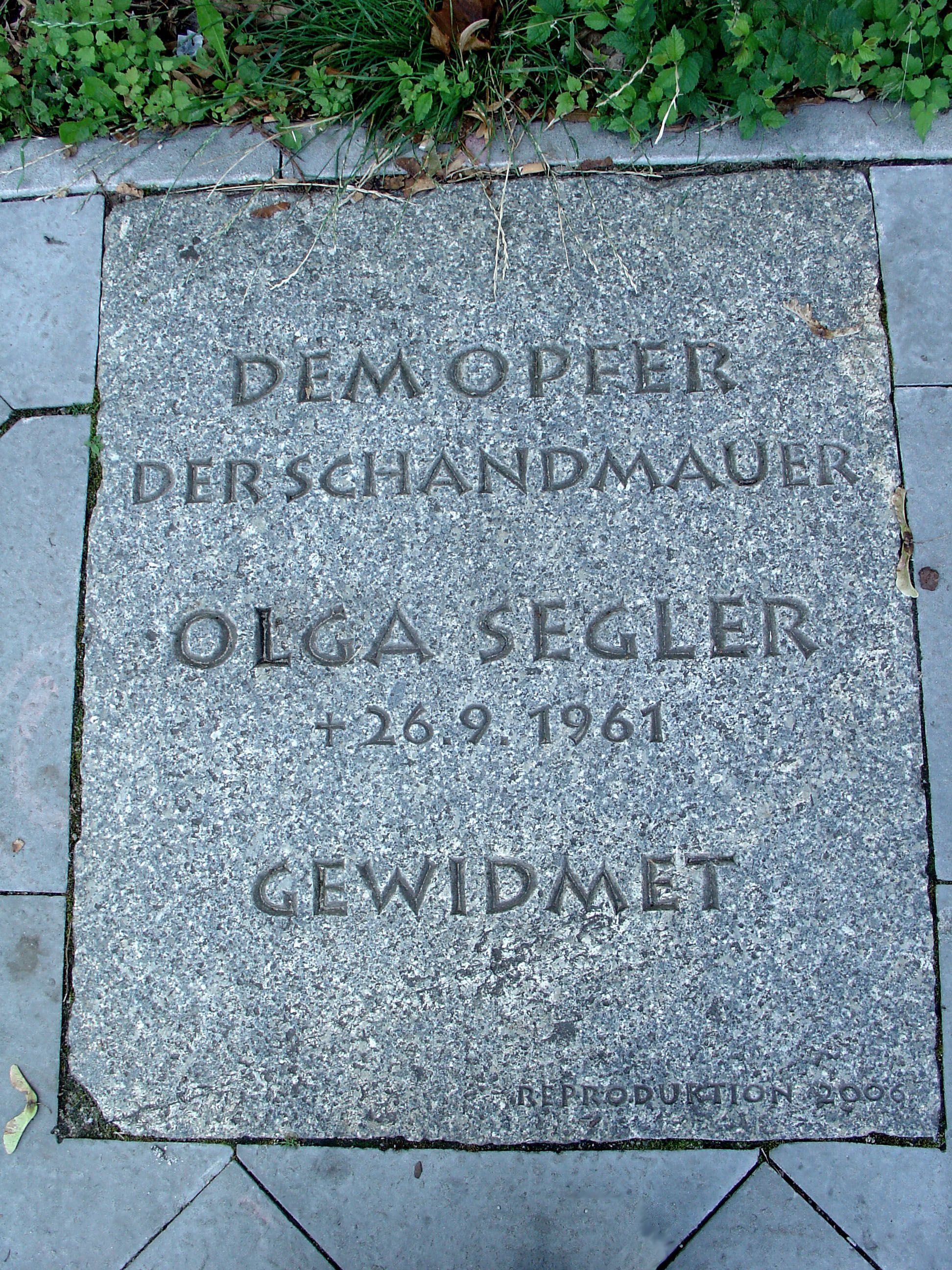
Tablica upamiętniająca Olgę Segler

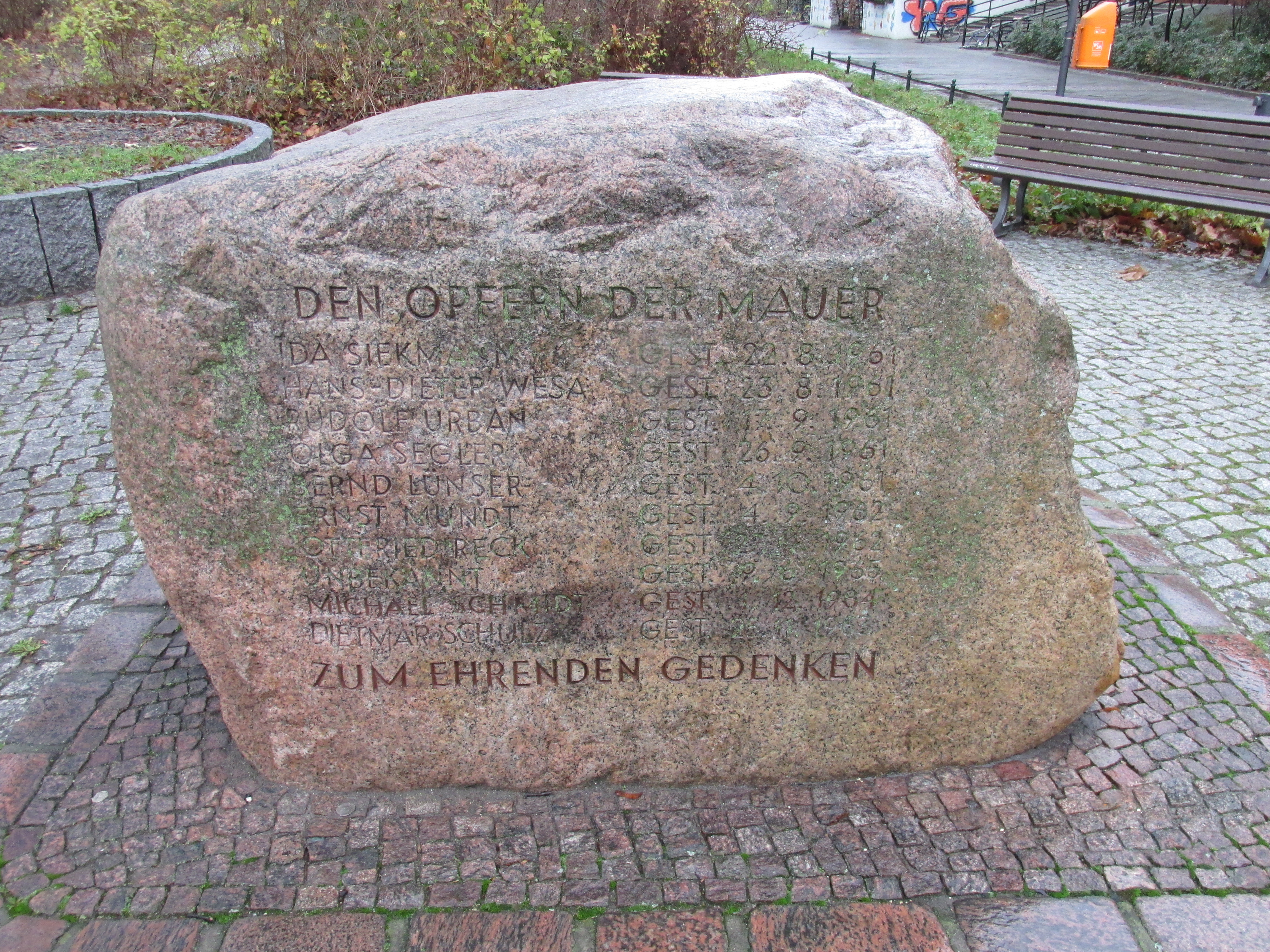
Kamień pamiątkowy poświęcony ofiarom Muru Berlińskiego (w tym i Oldze Segler) przy Bernauer Straße

Olga Segler (ur. 31 lipca 1881 na Ukrainie, zm. 26 września 1961 w Berlinie) – najstarsza wiekowo potwierdzona poprzez dotychczasowe badania historyczne ofiara śmiertelna Muru Berlińskiego.
Olga Segler zajmowała mieszkanie na drugim piętrze kamienicy ulokowanej we wschodniej części Berlina przy ulicy Bernauer Straße 34, bezpośrednio na granicy z sektorem francuskim, w związku z czym znajdujący się przed budynkiem chodnik należał do Berlina Zachodniego. Owa niekorzystna sytuacja skłoniła władze NRD do decyzji o przymusowym wysiedleniu tamtejszych mieszkańców i trwałym wyłączeniu budynków z eksploatacji. 25 września Olga Segler zdecydowała się opuścić swoje mieszkanie i uciec do córki mieszkającej w przyległej, leżącej już po stronie zachodniej dzielnicy Wedding. Skacząc na przygotowaną uprzednio przez strażaków płachtę ratowniczą odniosła jednak ciężkie obrażenia, wskutek których dzień później zmarła. Pochowana została na cmentarzu w dzielnicy Reinickendorf.
Ku pamięci tragicznie zmarłej w listopadzie 1961 postawiony został w miejscu jej zamieszkania symboliczny krzyż, natomiast we wrześniu 1982 r. z inicjatywy urzędu dzielnicowego Wedding umieszczono na Bernauer Straße (w pobliżu ulicy Swinemünder Straße) głaz z wyrytymi nań nazwiskami ofiar Muru Berlińskiego, jak Ida Siekmann, Hans-Dieter Wesa, Rudolf Urban, Olga Segler, Bernd Lünser, Ernst Mundt, Otfried Reck i Dietmar Schulz oraz dwoma nieznanymi do 1982 roku, jak Dieter Brandes czy Michael-Horst Schmidt.
W 2006 r. ku czci Olgi Segler umieszczono również tablicę pamiątkową przy Bernauer Straße.